# Mörk rörhöna
Mörk rörhöna (Gallinula tenebrosa) är en fågel i familjen rallar inom ordningen tran- och rallfåglar.

## Utseende och läte
Mörk rörhöna är liksom sin nära släkting rörhönan en huvudsakligen svartaktig hönsliknande rall med röd sköld ovan den gulspetsat röda näbben och vita kanter på undre stjärttäckarna. Jämfört med rörhönan är den dock som namnet avslöjar mörkare, framför allt på ryggen, vilket gör fjäderdräkten mindre kontrastrik. Vidare saknar den vanligen rörhönans vita strimma på flankerna. Ben och fötter är också mer orangeröda än gulgröna. Liksom rörhönan är den en ljudlig fågel som avger en rad olika skriande ljud. 

## Utbredning och systematik
Mörk rörhöna förekommer från indonesiska övärlden till Australien och delas in i tre underarter med följande utbredning:
- G. t. frontata – sydöstra Borneo till Sulawesi, södra Moluckerna, Små Sundaöarna, sydöstra Nya Guinea
- G. t. neumanni – norra Nya Guinea
- G. t. tenebrosa - förekommer lokalt i sydvästra och östra Australien och Tasmanien

## Levnadssätt
Mörk rörhöna hittas i en rad olika typer av våtmarker. Den kan även ses i stadsnära parker.

## Status
Arten har ett stort utbredningsområde och internationella naturvårdsunionen IUCN kategoriserar arten som livskraftig. Beståndsutvecklingen är dock oklar.

## Bilder

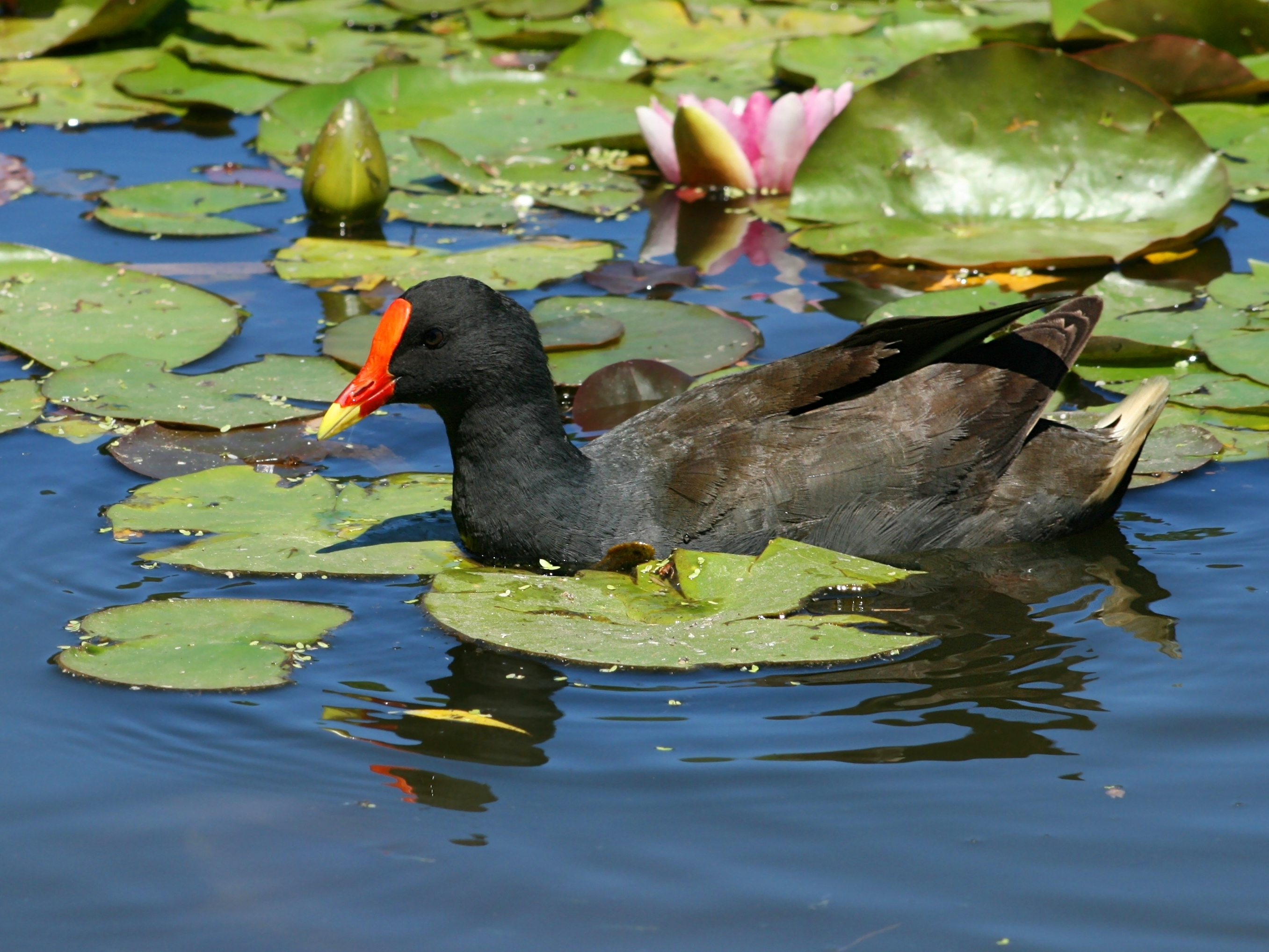
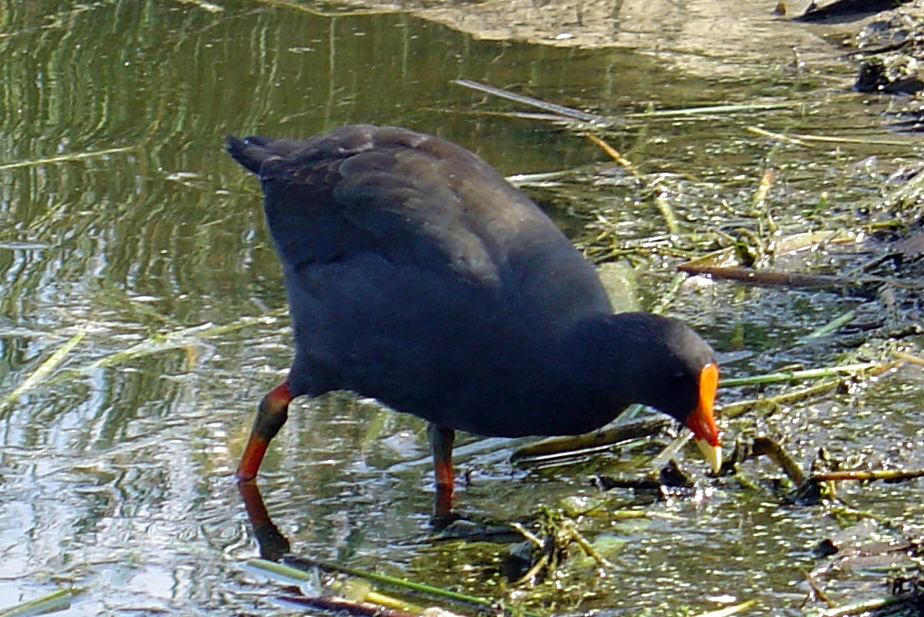
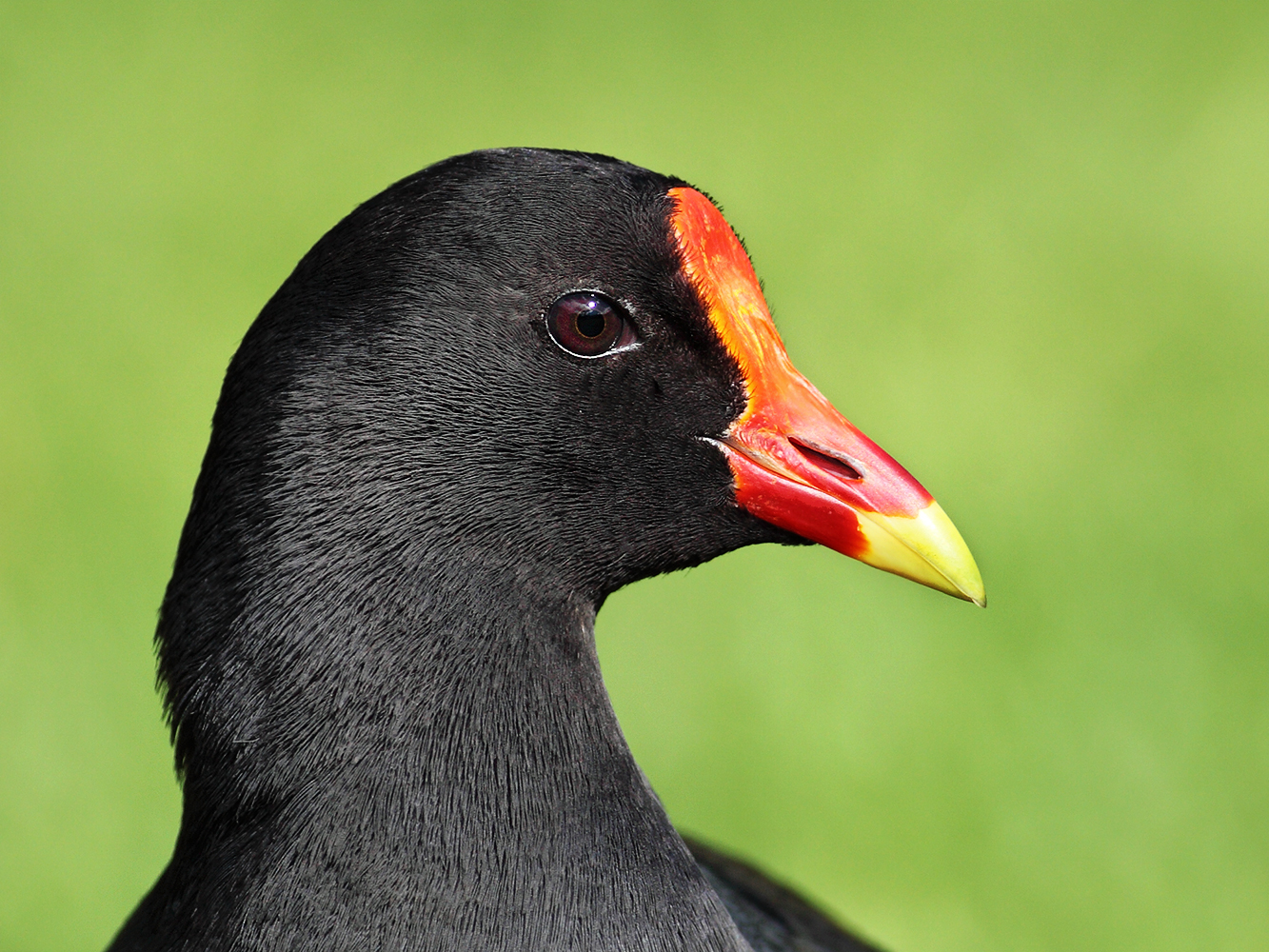
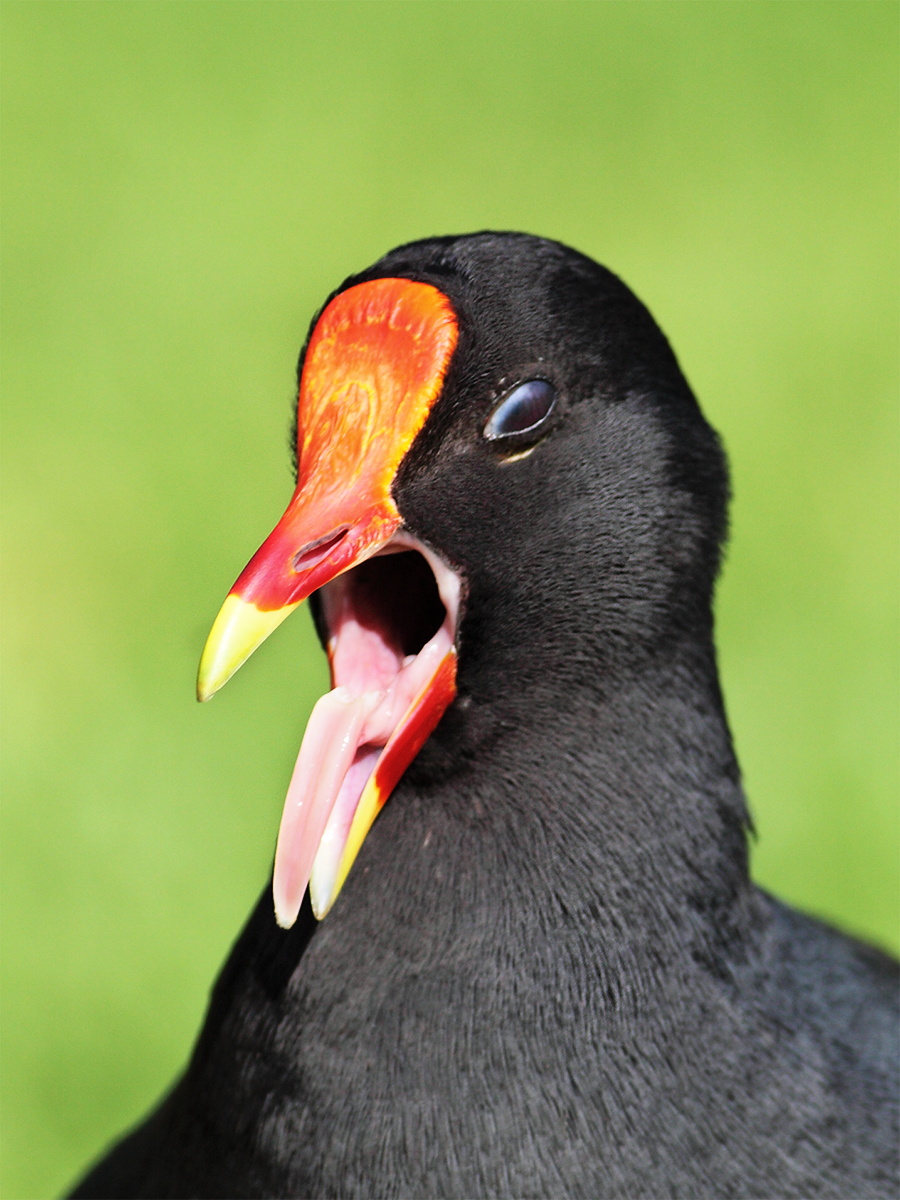